# Theofron Muncktell (1834–1917)
Theofron Muncktell, född 4 juli 1834 i Eskilstuna, död 28 augusti 1917 i Stockholm, var en svensk företagare.
Theofron Muncktell var son till Theofron Munktell. Han blev student vid Uppsala universitet 1852, filosofie kandidat där 1856 och filosofie doktor 1857. Muncktell genomgick Falu bergskola 1857–1859 och ingick 1859 som delägare i faderns firma, Eskilstuna Mekaniska Verkstad. Då fadern 1879 lämnade firmans ledning, ombildades företaget till aktiebolag under namnet Munktells mekaniska verkstadsaktiebolag. Muncktell blev samma år disponent och VD. Som sådan kvarstod han till 1889. 1894 bosatte han sig i Stockholm. Under Muncktells tid i Eskilstuna deltog han livligt i det kommunala arbetet och var ordförande i stadsfullmäktige 1865–1895. Han var även ledamot av landstinget 1889–1891.